# Rolf Ejvegård
Rolf Bertil Ejvegård, född 3 september 1932 i Gustav Vasa församling, Stockholms stad, död 19 december 2019 i Borrby distrikt, Skåne län, var en svensk professor i statsvetenskap vid Linköpings universitet, författare och lärare. Han har bland annat publicerat böckerna Vad är demokrati?, Vetenskaplig metod, Argumentationsanalys och Olyckliga filosofer.